# CSM Bucarest (volley-ball féminin)
Pour le club omnisports, voir CSM Bucarest.
Le Clubul Sportiv Municipal București  est un club roumain de volley-ball fondé en 2007 et basé à Bucarest qui évolue pour la saison 2017-2018 en Divizia A1.

## Palmarès
- Challenge Cup
  - Vainqueur : 2016[2]
- Championnat de Roumanie
  - Vainqueur : 2018[3]
  - Finaliste : 2017, 2019.
- Coupe de Roumanie
  - Vainqueur : 2018[4]
  - Finaliste : 2016.